# Apium nodiflorum
Apium nodiflorum é uma espécie de planta com flor pertencente à família Apiaceae. 
A autoridade científica da espécie é (L.) Lag., tendo sido publicada em Amenidades Naturales de las Españas 1(2): 101. 1821.
Os seus nomes comuns são rabaça, rabaças ou salsa-brava.

## Portugal
Trata-se de uma espécie presente no território português, nomeadamente em Portugal Continental, no Arquipélago dos Açores e no Arquipélago da Madeira.
Em termos de naturalidade é nativa das três regiões atrás indicadas.

## Protecção
Não se encontra protegida por legislação portuguesa ou da Comunidade Europeia.